# Poetica

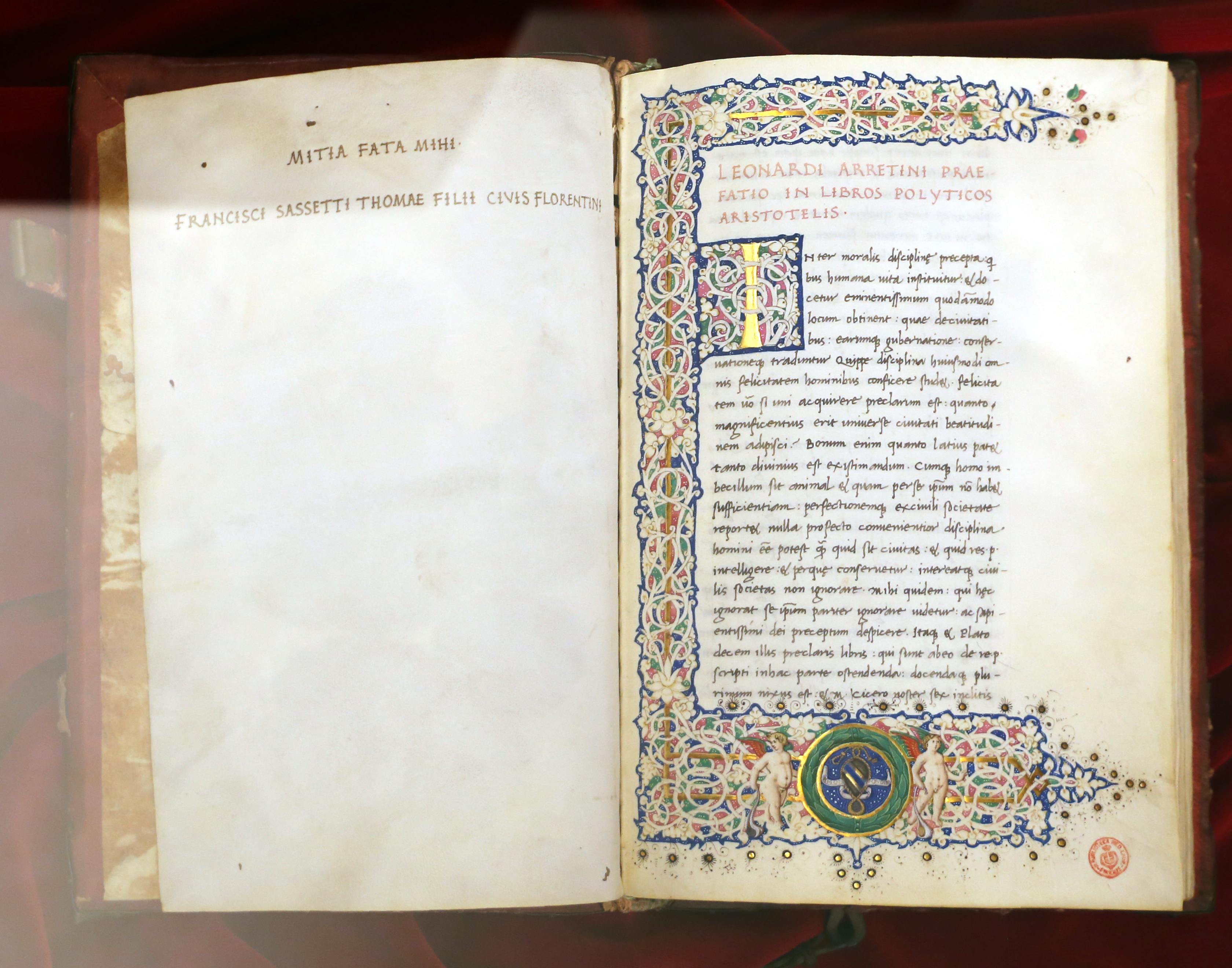
La traduzione in italiano di Leonardo Bruni dalla Poetica di Aristotele (1471)

Il concetto di poetica è di natura estetica: in riferimento a tutte le modalità di espressione artistica (non solo la poesia, come erroneamente suggerito dal nome - e ritenuto dai più; ma anche pittura, scultura, musica, cinematografia, letteratura, ecc.), si parla di poetica come dell'insieme strutturato degli intenti espressivo-contenutistici che un artista (quale che sia il suo settore di attività) esplica nelle sue opere, o che un movimento artistico nel suo insieme propugna in seno all'ambiente culturale di riferimento. 
Si tratta di un concetto per definizione in fieri; ma al tempo stesso, ha senso parlarne (e definirla caso per caso) solo quando il suo grado di elaborazione - nell'ambito della produzione di un determinato artista, o di un dato movimento - si sia sufficientemente stabilizzato.
La poetica di un autore può essere esplicita, ovvero spiegata in saggi, articoli, lettere e simili, oppure implicita, ossia ricavabile a posteriori dall'analisi delle opere.
È importante distinguere tra la poetica e il pensiero di un artista; i collegamenti tra queste due componenti possono essere numerosi e significativi, ma non implicano la sovrapposizione.